# Zarskoje-Selo-Bahn
| Zarskoje-Selo-Bahn                                                      | Zarskoje-Selo-Bahn |
| ----------------------------------------------------------------------- | ------------------ |
| Ankunft einer Dampflok an einem Bahnhof der Zarskoje-Selo-Bahn, 19. Jh. |                    |
| Spurweite:                                                              | 1829 mm            |
|                                                                         |                    |

Die Zarskoje-Selo-Bahn (russisch Царскосе́льская желе́зная доро́га) war die erste Eisenbahnstrecke Russlands und die vierte auf dem europäischen Kontinent. Die Strecke verband Sankt Petersburg mit Zarskoje Selo und Pawlowsk, wo sich die Sommerresidenzen des russischen Zaren befanden.

## Geschichte

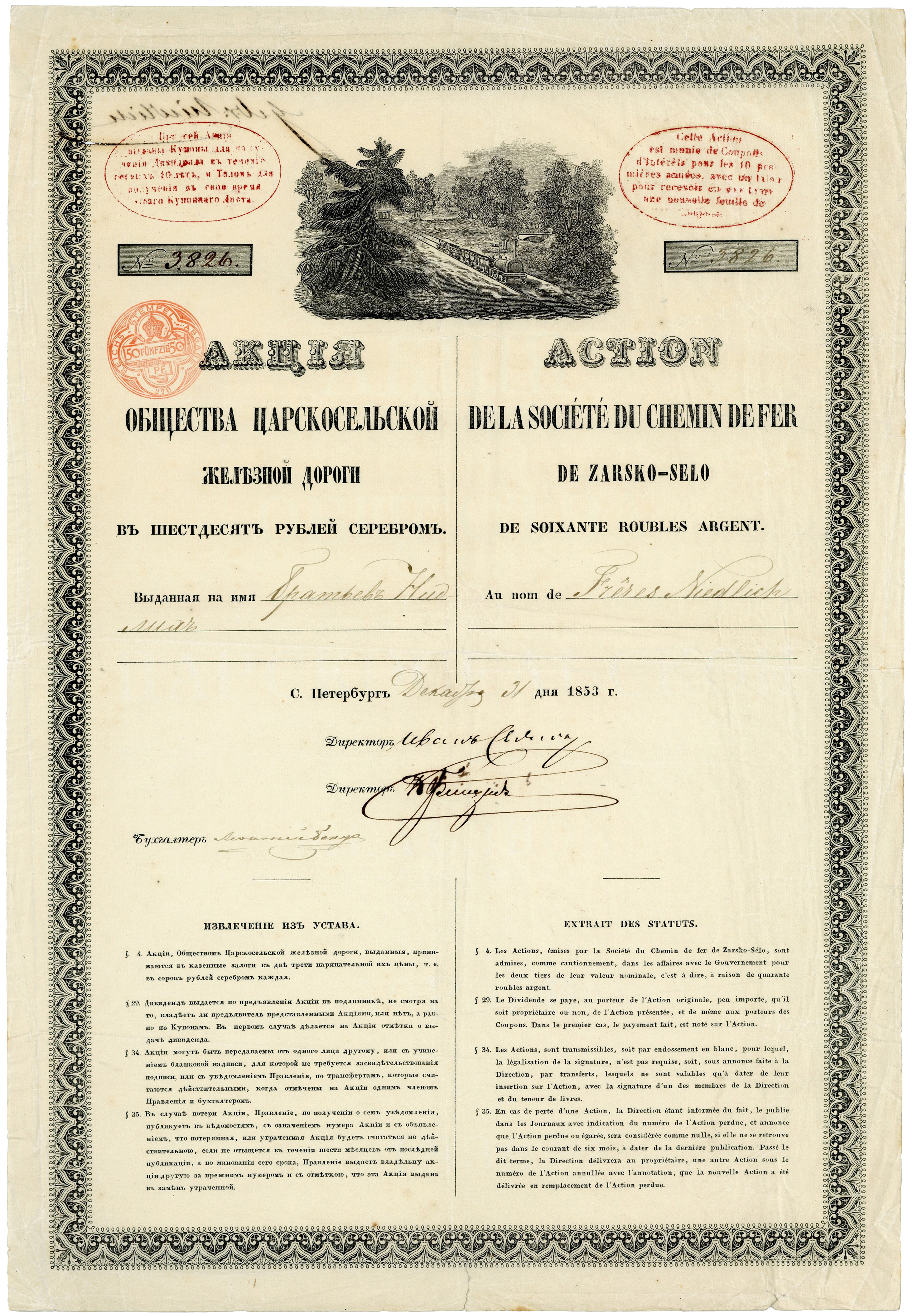
Aktie der Zarskoje Selo-Eisenbahngesellschaft, ausgegeben in Sankt Petersburg am 31. Dezember 1853 aufgrund der 1852 vom Zaren bewilligten Satzungsänderung der Gesellschaft, wobei das Grundkapital von 3,5 Millionen Rubel auf 1,05 Millionen Rubel herabgesetzt wurde, eingeteilt in 17.500 Aktien zu je 60 Rubel

Mit dem Bau der Strecke wurde 1835 begonnen. Der verantwortliche Ingenieur, der Österreicher Franz Anton von Gerstner, wählte als Spurweite 1829 mm (6 Fuß). Vor dem Hintergrund des gleichzeitig ausgetragenen Streites in England um die richtige Spurweite versuchte er einen Kompromiss für das aufzubauende russische Streckennetz zu finden.
Das erste kurze Teilstück (Zarskoje Selo–Pawlowsk) der 27 Kilometer langen Strecke wurde am 25. Septemberjul. / 7. Oktober 1836greg. in Betrieb genommen. Bis zum Eintreffen der ersten Lokomotiven am 3.jul. / 15. November 1836greg. wurden die Züge mit Pferden befördert. Die Eröffnung der gesamten Strecke erfolgte am 30. Oktoberjul. / 11. November 1837greg., zunächst werktags mit Pferde- und nur an Sonn- und Feiertagen mit Lokomotivbetrieb. Ab 22. Maijul. / 3. Juni 1838greg. wurde die gesamte Strecke täglich mit Dampfkraft bedient.
Für den Verkehr standen sechs Lokomotiven der Bauart 1A1 n2 zur Verfügung. Davon waren drei von Stephenson, zwei von Tayleur & Co. und eine von Cockerill geliefert worden. Eine ebenfalls angekaufte, von Hackworth konstruierte Maschine erwies sich als „ganz und gar unbrauchbar“.
Das Bahnhofsgebäude in Pawlowsk, welches unmittelbar am Eingang zum Schlosspark errichtet wurde, diente gleichzeitig als eine Art Kursaal und Konzertgebäude, in dem neben anderen musikalischen Berühmtheiten Johann Strauss (Sohn), Franz Liszt und Robert Schumann auftraten. Auf diese Verbindung von Musikpavillon und Bahnhofsgebäude wird auch die Entstehung des russischen Wortes вокза́л/woksal für Bahnhof (heute korrekter: Empfangsgebäude) zurückgeführt. Die wahrscheinlichste Erklärung ist, dass das Gebäude nach den britischen Vauxhall Gardens bei London benannt wurde – im unten verlinkten Bericht von L. Klein über den Eisenbahnbau und -betrieb wird die Bezeichnung „Vauxhall-Gebäude“ verwendet – und später der Name auf alle Bahnhöfe überging. Einer anderen Herleitung zufolge soll das Wort eine Verkürzung von „Wokalny Sal“, also „Chorsaal“, darstellen. Aber auch in diesem Fall entspränge der Wortbegriff der Verknüpfung der Funktionen von Bahnhofs- und Konzertgebäude in Pawlowsk.
Eine von zwei Quellen übereinstimmend genannte Erklärung ist der Plan der Eisenbahngesellschaft, mit einem Kultur- und Vergnügungstempel am Ende der Zarskoje-Selo-Strecke zahlungskräftige Passagiere anzulocken und somit die Rentabilität der neu zu bauenden Bahn zu sichern. Aus der westlichen Bezeichnung „Vauxhall“ oder „Voxhall“ für solche Vergnügungs- und Unterhaltungsstätten wurde der russische Begriff „Woksal“ (den Buchstaben „h“ gibt es im russischen Alphabet nicht) abgeleitet. Das Konzept der Bahngesellschaft, damit genügend zahlende Gäste in ihre Züge zu bekommen, soll aufgegangen sein.
1869 wurde die Strecke von der Moskau-Windawa-Rybinsker Eisenbahn übernommen. Seit 1874 war sie zweigleisig. 1905 wurde eine neue Strecke in russischer Breitspur von 1524 mm parallel gebaut. Die alte Strecke wurde zu einer Militärbahn umgewidmet, auf der – teils nach Fahrplan – täglich Züge für Regierung und Hof verkehrten, wenn dieser sich in Zarskoje Selo aufhielt.
Heute ist die Strecke Teil der zur Oktoberbahn gehörenden Verbindung von Sankt Petersburg nach Wizebsk.